# Yoshitaka Watanabe
Yoshitaka Watanabe (jap. 渡辺 佳孝, Watanabe Yoshitaka; * 18. April 1973 in der Präfektur Miyagi) ist ein ehemaliger japanischer Fußballspieler.

## Karriere
Watanabe erlernte das Fußballspielen in der Schulmannschaft der Miyagi Technical High School und der Universitätsmannschaft der Juntendo-Universität. Seinen ersten Vertrag unterschrieb er 1996 bei den Brummell Sendai (heute: Vegalta Sendai). Der Verein spielte in der zweithöchsten Liga des Landes, der Japan Football League. Für den Verein absolvierte er 46 Spiele. Ende 1999 beendete er seine Karriere als Fußballspieler.